# Фернандо Сауседо
Фернандо Сауседо (ісп. Fernando Saucedo, нар. 15 березня 1990, Санта-Крус-де-ла-Сьєрра) — болівійський футболіст, півзахисник клубу «Хорхе Вільстерман».
Виступав, зокрема, за клуб «Орієнте Петролеро» та «Гуабіра», а також національну збірну Болівії.

## Клубна кар'єра
У дорослому футболі дебютував 2010 року виступами за команду клубу «Орієнте Петролеро», в якій провів п'ять сезонів, взявши участь у 131 матчі чемпіонату.  Більшість часу, проведеного у складі «Орієнте Петролеро», був основним гравцем команди.
Протягом 2015 виступав за клуб «Гуабіра», де був гравцем основи.
До складу клубу «Хорхе Вільстерман» приєднався 2015 року. Відтоді встиг відіграти за команду з Кочабамби 30 матчів в національному чемпіонаті.

## Виступи за збірну
2016 року дебютував в офіційних матчах у складі національної збірної Болівії. Наразі провів у формі головної команди країни 3 матчі.
У складі збірної був учасником Кубка Америки 2016 року у США.